# Olympische Sommerspiele 1996/Rudern
Bei den Olympischen Sommerspielen 1996 in Atlanta fanden 14 Wettkämpfe im Rudern statt. Austragungsort war der Lake Lanier in Gainesville.

## Bilanz

### Medaillenspiegel
| Platz | Land               | Gold | Silber | Bronze | Gesamt |
| ----- | ------------------ | ---- | ------ | ------ | ------ |
| 1     | Australien         | 2    | 1      | 3      | 6      |
| 2     | Deutschland        | 2    | 1      | 1      | 4      |
| 3     | Rumänien           | 2    | –      | –      | 2      |
| 3     | Schweiz            | 2    | –      | –      | 2      |
| 5     | Kanada             | 1    | 4      | 1      | 6      |
| 6     | Niederlande        | 1    | 1      | 1      | 3      |
| 7     | Dänemark           | 1    | –      | 1      | 2      |
| 7     | Großbritannien     | 1    | –      | 1      | 2      |
| 7     | Belarus            | 1    | –      | 1      | 2      |
| 10    | Italien            | 1    | –      | –      | 1      |
| 11    | Vereinigte Staaten | –    | 3      | 1      | 4      |
| 12    | Frankreich         | –    | 1      | 3      | 4      |
| 13    | China              | –    | 1      | –      | 1      |
| 13    | Norwegen           | –    | 1      | –      | 1      |
| 13    | Ukraine            | –    | 1      | –      | 1      |
| 16    | Russland           | –    | –      | 1      | 1      |

### Medaillengewinner
| Konkurrenz                            | Gold | Silber | Bronze |
| ------------------------------------- | --- | --- | --- |
| Einer                                 | Xeno Müller | Derek Porter | Thomas Lange |
| Doppelzweier                          | Italien Agostino Abbagnale Davide Tizzano | Norwegen Steffen Størseth Kjetil Undset | Frankreich Frédéric Kowal Samuel Barathay |
| Leichtgewichts-Doppelzweier           | Schweiz Michael Gier Markus Gier | Niederlande Maarten van der Linden Pepijn Aardewijn                                                                                                | Australien Bruce Hick Anthony Edwards |
| Zweier ohne Steuermann                | Großbritannien Steven Redgrave Matthew Pinsent | Australien David Weightman Robert Scott | Frankreich Michel Andrieux Jean-Christophe Rolland |
| Doppelvierer                          | Deutschland André Steiner Stephan Volkert Andreas Hajek André Willms                                                                                    | Vereinigte Staaten Tim Young Brian Jamieson Eric Mueller Jason Gailes                                                                              | Australien Janusz Hooker Duncan Free Ronald Snook Boden Hanson |
| Vierer ohne Steuermann                | Australien Nicholas Green Drew Ginn James Tomkins Mike McKay                                                                                            | Frankreich Bertrand Vecten Olivier Moncelet Daniel Fauché Gilles Bosquet                                                                           | Großbritannien Rupert Obholzer Jonathan Searle Gregory Searle Tim Foster |
| Leichtgewichts-Vierer ohne Steuermann | Dänemark Victor Feddersen Niels Henriksen Thomas Poulsen Eskild Ebbesen                                                                                 | Kanada Brian Peaker Jeffrey Lay Dave Boyes Gavin Hassett                                                                                           | Vereinigte Staaten Marc Schneider Jeffrey Pfaendtner David Collins William Carlucci                                                                                          |
| Achter                                | Niederlande Koos Maasdijk Ronald Florijn Jeroen Duyster Michiel Bartman Henk-Jan Zwolle Niels van der Zwan Niels van Steenis Diederik Simon Nico Rienks | Deutschland Mark Kleinschmidt Detlef Kirchhoff Wolfram Huhn Roland Baar Marc Weber Ulrich Viefers Peter Thiede Thorsten Streppelhoff Frank Richter | Russland Pawel Melnikow Andrei Gluchow Anton Tschermaschenzew Nikolai Aksjonow Dmitri Rosinkewitsch Sergei Matwejew Roman Montschenko Wladimir Wolodenkow Alexander Lukjanow |

| Konkurrenz                  | Gold | Silber | Bronze |
| --------------------------- | --- | --- | --- |
| Einer                       | Kazjaryna Karsten | Silken Laumann | Trine Hansen |
| Doppelzweier                | Kanada Marnie McBean Kathleen Heddle | China Zhang Xiuyun Cao Mianying | Niederlande Irene Eijs Eeke van Nes |
| Leichtgewichts-Doppelzweier | Rumänien Constanța Burcică Camelia Macoviciuc                                                                                                | Vereinigte Staaten Teresa Bell Lindsay Burns                                                                                              | Australien Virginia Lee Rebecca Joyce |
| Zweier ohne Steuerfrau      | Australien Megan Still Kate Slatter | Vereinigte Staaten Karen Kraft Melissa Schwen                                                                                             | Frankreich Christine Gossé Hélène Cortin |
| Doppelvierer                | Deutschland Katrin Rutschow-Stomporowski Jana Sorgers Kerstin Köppen Kathrin Boron                                                           | Ukraine Switlana Masij Dina Miftachutdynowa Inna Frolowa Olena Ronschyna                                                                  | Kanada Laryssa Biesenthal Diane O’Grady Kathleen Heddle Marnie McBean |
| Achter                      | Rumänien Anca Tănase Veronica Cochela Liliana Gafencu Doina Spîrcu Ioana Olteanu Elisabeta Lipă Mărioara Popescu Doina Ignat Elena Georgescu | Kanada Heather McDermid Tosha Tsang Maria Maunder Alison Korn Emma Robinson Anna van der Kamp Jessica Monroe Theresa Luke Lesley Thompson | Belarus Natallja Laurinenka Aljaksandra Pankina Natallja Woltschak Tamara Dawydsenka Waljanzina Skrabatun Alena Mikulitsch Natalja Stassjuk Marina Snak Jaraslawa Paulowitsch |

## Ergebnisse

### Männer

#### Einer
| Platz | Land | Sportler       | Zeit (min)            |
| ----- | ---- | -------------- | --------------------- |
| 1     | SUI  | Xeno Müller    | 6:44,85               |
| 2     | CAN  | Derek Porter   | 6:47,45               |
| 3     | GER  | Thomas Lange   | 6:47,72               |
| 4     | SLO  | Iztok Čop      | 6:51,71               |
| 5     | CZE  | Václav Chalupa | 6:55,65               |
| 6     | NOR  | Fredrik Bekken | 6:59,51               |
| 7     | NZL  | Rob Waddell    | 6:49,55 (im B-Finale) |
| 8     | EGY  | Ali Ibrahim    | 6:52,11 (im B-Finale) |

Finale am 27. Juli

#### Doppelzweier
| Platz | Land | Sportler                              | Zeit (min)            |
| ----- | ---- | ------------------------------------- | --------------------- |
| 1     | ITA  | Agostino Abbagnale Davide Tizzano     | 6:16,98               |
| 2     | NOR  | Steffen Størseth Kjetil Undset        | 6:18,42               |
| 3     | FRA  | Frédéric Kowal Samuel Barathay        | 6:19,85               |
| 4     | DEN  | Lars Christensen Martin Haldbo Hansen | 6:24,77               |
| 5     | AUT  | Arnold Jonke Christoph Zerbst         | 6:25,17               |
| 6     | GER  | Sebastian Mayer Roland Opfer          | 6:29,32               |
| 7     | CAN  | Michael Forgeron Todd Hallett         | 6:18,37 (im B-Finale) |
| 8     | AUS  | Peter Antonie Jason Day               | 6:19,25 (im B-Finale) |

Finale am 27. Juli

#### Leichtgewichts-Doppelzweier
| Platz | Land | Sportler                                   | Zeit (min)            |
| ----- | ---- | ------------------------------------------ | --------------------- |
| 1     | SUI  | Michael Gier Markus Gier                   | 6:23,47               |
| 2     | NED  | Maarten van der Linden Pepijn Aardewijn    | 6:26,48               |
| 3     | AUS  | Bruce Hick Anthony Edwards                 | 6:26,69               |
| 4     | ESP  | José María de Marco Pérez Juan Carlos Sáez | 6:28,09               |
| 5     | AUT  | Wolfgang Sigl Walter Rantasa               | 6:30,85               |
| 6     | SWE  | Mattias Tichy Anders Christensson          | 6:34,78               |
| 7     | POL  | Robert Sycz Grzegorz Wdowiak               | 6:24,95 (im B-Finale) |
| 8     | ITA  | Marco Audisio Michelangelo Crispi          | 6:25,04 (im B-Finale) |

Finale am 28. Juli

#### Zweier ohne Steuermann
| Platz | Land | Sportler                                | Zeit (min)            |
| ----- | ---- | --------------------------------------- | --------------------- |
| 1     | GBR  | Steven Redgrave Matthew Pinsent         | 6:20,09               |
| 2     | AUS  | David Weightman Robert Scott            | 6:21,02               |
| 3     | FRA  | Michel Andrieux Jean-Christophe Rolland | 6:22,15               |
| 4     | ITA  | Marco Penna Walter Bottega              | 6:28,61               |
| 5     | NZL  | David Schaper Toni Dunlop               | 6:29,24               |
| 6     | CRO  | Marko Banović Ninoslav Saraga           | 6:30,48               |
| 7     | USA  | Michael Peterson Jonathan Holland       | 6:33,81 (im B-Finale) |
| 8     | BEL  | Luc Goiris Jaak Van Driessche           | 6:34,46 (im B-Finale) |

Finale am 27. Juli

#### Doppelvierer
| Platz | Land | Sportler                                                                         | Zeit (min)            |
| ----- | ---- | -------------------------------------------------------------------------------- | --------------------- |
| 1     | GER  | André Steiner Stephan Volkert Andreas Hajek André Willms                         | 5:56,93               |
| 2     | USA  | Tim Young Brian Jamieson Eric Mueller Jason Gailes                               | 5:59,10               |
| 3     | AUS  | Janusz Hooker Duncan Free Ronald Snook Boden Hanson                              | 6:01,65               |
| 4     | ITA  | Massimo Paradiso Alessandro Corona Rossano Galtarossa Alessio Sartori            | 6:02,12               |
| 5     | SUI  | Rene Benguerel Michael Erdlen Ueli Bodenmann Simon Stürm                         | 6:04,52               |
| 6     | SWE  | Johan Flodin Pontus Ek Fredrik Hulten Henrik Nilsson                             | 6:07,75               |
| 7     | UKR  | Oleksandr Martschenko Oleksandr Saskalko Mykola Tschupryna Leonid Schaposchnykow | 5:53,46 (im B-Finale) |
| 8     | RUS  | Igor Krawzow Nikolai Spinjow Georgi Nikitin Wladimir Sokolow                     | 5:54,98 (im B-Finale) |

Finale am 28. Juli

#### Vierer ohne Steuermann
| Platz | Land | Sportler                                                         | Zeit (min)            |
| ----- | ---- | ---------------------------------------------------------------- | --------------------- |
| 1     | AUS  | Nicholas Green Drew Ginn James Tomkins Mike McKay                | 6:06,37               |
| 2     | FRA  | Bertrand Vecten Olivier Moncelet Daniel Fauché Gilles Bosquet    | 6:07,03               |
| 3     | GBR  | Rupert Obholzer Jonathan Searle Gregory Searle Tim Foster        | 6:07,28               |
| 4     | SLO  | Denis Žvegelj Janez Klemenčič Milan Janša Sadik Mujkič           | 6:07,87               |
| 5     | ROU  | Claudiu Marin Dorin Alupei Dimitrie Popescu Vasile Măstăcan      | 6:08,97               |
| 6     | ITA  | Valter Molea Riccardo Dei Rossi Raffaello Leonardo Carlo Mornati | 6:10,60               |
| 7     | CRO  | Siniša Skelin Sead Marušić Igor Boraska Tihomir Franković        | 5:54,58 (im B-Finale) |
| 8     | NOR  | Halvor Sannes Lande Odd-Even Bustnes Olaf Tufte Morten Bergesen  | 5:55,19 (im B-Finale) |

Finale am 27. Juli

#### Leichtgewichts-Vierer ohne Steuermann
| Platz | Land | Sportler                                                                | Zeit (min)            |
| ----- | ---- | ----------------------------------------------------------------------- | --------------------- |
| 1     | DEN  | Victor Feddersen Niels Henriksen Thomas Poulsen Eskild Ebbesen          | 6:09,58               |
| 2     | CAN  | Brian Peaker Jeffrey Lay Dave Boyes Gavin Hassett                       | 6:10,13               |
| 3     | USA  | Marc Schneider Jeffrey Pfaendtner David Collins William Carlucci        | 6:12,29               |
| 4     | IRL  | Derek Holland Sam Lynch Neville Maxwell Tony O’Connor                   | 6:13,51               |
| 5     | GER  | Tobias Rose Martin Weis Michael Buchheit Bernhard Stomporowski          | 6:14,79               |
| 6     | AUS  | Haimish Karrasch Gary Lynagh David Belcher Simon Burgess                | 6:18,16               |
| 7     | FRA  | Stéphane Barré Xavier Dorfman Stéphane Guerinot Henri-Pierre Dall’Acqua | 6:02,39 (im B-Finale) |
| 8     | ITA  | Andrea Re Leonardo Pettinari Ivano Zasio Carlo Gaddi                    | 6:03,25 (im B-Finale) |

Finale am 28. Juli

#### Achter
| Platz | Land | Sportler | Zeit (min)            |
| ----- | ---- | --- | --------------------- |
| 1     | NED  | Koos Maasdijk, Ronald Florijn, Michiel Bartman, Henk-Jan Zwolle, Niels van der Zwan, Niels van Steenis, Diederik Simon, Nico Rienks, Jeroen Duyster (Stm.)                         | 5:42,74               |
| 2     | GER  | Mark Kleinschmidt, Detlef Kirchhoff, Wolfram Huhn, Roland Baar, Marc Weber, Ulrich Viefers, Thorsten Streppelhoff, Frank Richter, Peter Thiede (Stm.)                              | 5:44,58               |
| 3     | RUS  | Pawel Melnikow, Andrei Gluchow, Anton Tschermaschenzew, Nikolai Aksjonow, Dmitri Rosinkewitsch, Sergei Matwejew, Roman Montschenko, Wladimir Wolodenkow, Alexander Lukjanow (Stm.) | 5:45,77               |
| 4     | CAN  | Greg Stevenson, Phil Graham, Henry Hering, Mark Platt, Darren Barber, Andrew Crosby, Scott Brodie, Adam Parfitt, Pat Newman (Stm.)                                                 | 5:46,54               |
| 5     | USA  | Douglas Burden, Robert Kaehler, Porter Collins, Ted Murphy, James Koven, Jonathan Brown, Donald Smith, Frederic Honebein, Steven Segaloff (Stm.)                                   | 5:48,45               |
| 6     | AUS  | James Stewart, Geoff Stewart, Robert Jahrling, Nick Porzig, Jaime Fernandez, Ben Dodwell, Robert Walker, Richard Wearne, Brett Hayman (Stm.)                                       | 5:58,82               |
| 7     | ROU  | Claudiu Marin, Andrei Bănică, Cornel Nemțoc, Dorin Alupei, Viorel Talapan, Nicolae Țaga, Valentin Robu, Iulică Ruican, Marin Gheorghe (Stm.)                                       | 5:37,65 (im B-Finale) |
| 8     | GBR  | Matthew Parish, Jim Walker, Alex Story, Richard Hamilton, Roger Brown, Peter Bridge, Ben Hunt-Davis, Graham Smith, Garry Herbert (Stm.)                                            | 5:40,23 (im B-Finale) |

Finale am 28. Juli

### Frauen

#### Einer
| Platz | Land | Sportlerin        | Zeit (min)            |
| ----- | ---- | ----------------- | --------------------- |
| 1     | BLR  | Kazjaryna Karsten | 7:32,21               |
| 2     | CAN  | Silken Laumann    | 7:35,15               |
| 3     | DEN  | Trine Hansen      | 7:37,20               |
| 4     | SWE  | Maria Brandin     | 7:42,58               |
| 5     | GBR  | Guin Batten       | 7:45,08               |
| 6     | USA  | Ruth Davidon      | 7:46,47               |
| 7     | BEL  | Annelies Bredael  | 7:25,83 (im B-Finale) |
| 8     | BUL  | Rumjana Nejkowa   | 7:27,77 (im B-Finale) |

Finale am 27. Juli

#### Doppelzweier
| Platz | Land | Sportlerinnen                        | Zeit (min)            |
| ----- | ---- | ------------------------------------ | --------------------- |
| 1     | CAN  | Marnie McBean Kathleen Heddle        | 6:56,84               |
| 2     | CHN  | Zhang Xiuyun Cao Mianying            | 6:58,35               |
| 3     | NED  | Irene Eijs Eeke van Nes              | 6:58,72               |
| 4     | AUS  | Marina Hatzakis Bronwyn Roye         | 7:01,26               |
| 5     | GER  | Jana Thieme Manuela Lutze            | 7:04,14               |
| 6     | NZL  | Philippa Baker Brenda Lawson         | 7:09,92               |
| 7     | NOR  | Kristine Bjerknes Kristine Klaveness | 6:53,31 (im B-Finale) |
| 8     | UKR  | Tetjana Ustjuschanina Olena Reutowa  | 6:53,96 (im B-Finale) |

Finale am 27. Juli

#### Leichtgewichts-Doppelzweier
| Platz | Land | Sportlerinnen                        | Zeit (min)            |
| ----- | ---- | ------------------------------------ | --------------------- |
| 1     | ROU  | Constanța Burcică Camelia Macoviciuc | 7:12,78               |
| 2     | USA  | Teresa Bell Lindsay Burns            | 7:14,65               |
| 3     | AUS  | Virginia Lee Rebecca Joyce           | 7:16,56               |
| 4     | ITA  | Lisa Bertini Martina Orzan           | 7:16,83               |
| 5     | DEN  | Berit Christoffersen Lene Andersson  | 7:18,20               |
| 6     | NED  | Laurien Vermulst Ellen Meliesie      | 7:21,92               |
| 7     | CAN  | Colleen Miller Wendy Wiebe           | 7:03,87 (im B-Finale) |
| 8     | GER  | Michelle Darvill Ruth Kaps           | 7:04,31 (im B-Finale) |

Finale am 28. Juli

#### Zweier ohne Steuerfrau
| Platz | Land | Sportlerinnen                         | Zeit (min)            |
| ----- | ---- | ------------------------------------- | --------------------- |
| 1     | AUS  | Megan Still Kate Slatter              | 7:01,39               |
| 2     | USA  | Karen Kraft Melissa Schwen            | 7:01,78               |
| 3     | FRA  | Christine Gossé Hélène Cortin         | 7:03,82               |
| 4     | GER  | Kathrin Haacker Stefani Werremeier    | 7:08,49               |
| 5     | CAN  | Emma Robinson Anna van der Kamp       | 7:12,27               |
| 6     | RUS  | Albina Ligatschowa Wera Potschitajewa | DSQ                   |
| 7     | CHN  | Liang Xiling Jing Yanhua              | 7:15,41 (im B-Finale) |
| 8     | NED  | Elien Meijer Anneke Venema            | 7:17,26 (im B-Finale) |

Finale am 27. Juli

#### Doppelvierer
| Platz | Land | Sportlerinnen                                                          | Zeit (min)            |
| ----- | ---- | ---------------------------------------------------------------------- | --------------------- |
| 1     | GER  | Katrin Rutschow-Stomporowski Jana Sorgers Kerstin Köppen Kathrin Boron | 6:27,44               |
| 2     | UKR  | Switlana Masij Dina Miftachutdynowa Inna Frolowa Olena Ronschyna       | 6:30,36               |
| 3     | CAN  | Laryssa Biesenthal Diane O’Grady Kathleen Heddle Marnie McBean         | 6:30,38               |
| 4     | DEN  | Inger Pors Olsen Ulla Werner Hansen Sarah Lauritzen Dorthe Pedersen    | 6:30,38               |
| 5     | CHN  | Cao Mianying Zhang Xiuyun Liu Xirong Gu Xiaoli                         | 6:31,10               |
| 6     | NED  | Irene Eijs Meike van Driel Nelleke Penninx Eeke van Nes                | 6:35,54               |
| 7     | RUS  | Irina Fedotowa Oxana Dorodnowa Larissa Merk Margarita Bogdanowa        | 6:24,10 (im B-Finale) |
| 8     | USA  | Dré Thies Cécile Tucker Cathy Symon Julia Chilicki                     | 6:24,49 (im B-Finale) |

Finale am 28. Juli

#### Achter
| Platz | Land | Sportlerinnen | Zeit (min)            |
| ----- | ---- | --- | --------------------- |
| 1     | ROU  | Anca Tănase, Veronica Cochela, Liliana Gafencu, Doina Spîrcu, Ioana Olteanu, Elisabeta Lipă, Mărioara Popescu, Doina Ignat, Elena Georgescu (Stf.)                                   | 6:19,73               |
| 2     | CAN  | Heather McDermid, Tosha Tsang, Maria Maunder, Alison Korn, Emma Robinson, Anna van der Kamp, Jessica Monroe, Theresa Luke, Lesley Thompson (Stf.)                                    | 6:24,05               |
| 3     | BLR  | Natallja Laurynenka, Aljaksandra Pankina, Natallja Woltschak, Tamara Dawydsenka, Waljanzina Skrabatun, Alena Mikulitsch, Natalja Stassjuk, Marina Snak, Jaraslawa Paulowitsch (Stf.) | 6:24,44               |
| 4     | USA  | Anne Kakela, Mary McCagg, Laurel Korholz, Catriona Fallon, Elizabeth McCagg, Monica Michini, Amy Fuller, Jennifer Dore, Yasmin Farooq (Stf.)                                         | 6:26,19               |
| 5     | AUS  | Jennifer Luff, Gina Douglas, Amy Safe, Anna Ozolins, Karina Wieland, Alison Davies, Carmen Klomp, Bronwyn Thompson, Kaylynn Hick (Stf.)                                              | 6:30,10               |
| 6     | NED  | Femke Boelen, Marleen van der Velden, Astrid van Koert, Marieke Westerhof, Rita de Jong, Tessa Knaven, Tessa Appeldoorn, Muriel van Schilfgaarde, Jissy de Wolf                      | 6:31,11               |
| 7     | GBR  | Annamarie Stapleton, Lisa Eyre, Dot Blackie, Kate Pollitt, Miriam Batten, Catherine Bishop, Joanne Turvey, Alison Gill, Suzie Ellis (Stf.)                                           | 6:15,21 (im B-Finale) |
| 8     | GER  | Ina Justh, Antje Rehaag, Kathleen Naser, Andrea Gesch, Dana Pyritz, Micaela Schmidt, Anja Pyritz, Ute Stange, Daniela Neunast (Stf.)                                                 | 6:17,73 (im B-Finale) |

Finale am 28. Juli